# Slag om Fort Blakely
De slag om Fort Blakely vond plaats van 2 april tot 9 april 1865 in Baldwin County, Alabama tijdens de Amerikaanse Burgeroorlog.
Het XVI korps en het XIII korps, onder bevel van generaal-majoor Edward Canby, voerden de druk op de Zuidelijke stellingen op door op te rukken langs de oevers van de baai van Mobile. Hun doel was Spanish Fort en Fort Blakely.
Op 1 april 1865 was Spanish Fort omsingeld, waardoor er meer eenheden vrij kwamen om Fort Blakely te veroveren. Het garnizoen van ongeveer 4000 soldaten onder de zuidelijke Brigade generaal St. John R. Liddell hielden stand totdat Spanish Fort viel in de Slag om Spanish Fort op 8 april 1865. Canby had nu de handen vrij om met zijn 16.000 soldaten Fort Blakely in te nemen. Op 9 april 1865 werd het fort bestormd onder leiding van brigadegeneraal John P. Hawkins. De borstweringen werden ingenomen waardoor het garnizoen, inclusief Liddell, zich moesten overgeven.
Afro-Amerikaanse eenheden speelden hierin een doorslaggevende rol.